# Talcott Mountain Science Center
Talcott Mountain Science Center for Student Involvement (TMSC) ist ein Wissenschaftszentrum, das eine private Schule beinhaltet. Der Campus befindet sich in Avon (Connecticut), USA. Der Schwerpunkt der Schule ist mathematisch-naturwissenschaftlich geprägt. Anders als das Zentrum selbst wird die Schule mit "TMA", Talcott Mountain Academy, abgekürzt.

## Geschichte
Im Jahre 1967 wurde TMSC im Zuge eines Programmes des Bildungsministerium der Vereinigten Staaten von Mitgliedern des "Avon Public School Districts" gegründet (Mitbegründer waren unter anderem Superintendant Francis Driscoll, der Gesamtschullehrer (High School) Donald P. La Salle und George C. Atamian, ein Astronom und ebenfalls Gesamtschullehrer (High School)). Die Schule befindet sich auf dem Talcott Mountain, einem Höhenrücken nahe Hartford, der Hauptstadt Connecticuts.
Die ursprünglichen Gebäude (drei Häuser und ein kleineres Abwehrgebäude), die sich auf dem heutigen Schulterritorium befinden, wurden während des Kalten Kriegs im Zuge des Flugabwehrraketenprogramms genutzt. Stationen wie diese waren über viele Jahre das Rückgrat der amerikanischen Luftverteidigung.

## Der Campus heute
Heutzutage befinden sich drei Hauptgebäude auf dem Campus. Das erste (Schüler Technologie-Gebäude) enthält eine Multimedia-Bibliothek, das Captain Alan L. Bean Hypospherium/Planetarium (das größte Planetarium in Connecticut) sowie ein Fernsehstudio. Die Verwaltung ist ebenfalls in diesem Gebäude untergebracht. Das zweite Gebäude (alternative Energien und Chronobiologie-Gebäude) enthält ein Gewächshaus, einen Multimedia-Fremdsprachenraum, eine Dunkelkammer, den Musiksaal, mathematisch-naturwissenschaftliche Laboratorien, einen Seminarraum zur Fort- und Weiterbildung im Hinblick auf alternative Energien, sowie eine Bibliothek.
Im dritten Gebäude (Akademiegebäude) befinden sich der Kunstraum und die Klassenräume.
Zusätzlich zu den drei Hauptgebäuden gibt es eine Amateurfunkstation (Rufzeichen W1TMS), eine meteorologische Wetterbeobachtungsstelle, eine Aussichtsplattform/Sonnenuhr (20 feet), einen Spielplatz, einen Picknickbereich sowie ein Fußballfeld zur sportlichen Ertüchtigung. Den Glanzpunkt des Campus stellt aber die Sternwarte mit vielen verschiedenen Teleskopen dar, die von einem separaten Gebäude aus per Computer bedient und eingestellt werden können. Hierbei handelt es sich um ein Teleskop des Typs Meade 16 Zoll sowie ein Tinsley 12 ½ Zoll. Neben dem 18-Zoll-Dobsonian gibt es auch noch zahlreiche kleinere Teleskope, die für Unterrichtseinheiten in Astronomie zur Verfügung stehen. Das Wissenschaftszentrum bietet Kurse in Astronomie und anderen wissenschaftlichen Bereichen für öffentliche und private Schulen an.

## Bekannte Absolventen
Als bedeutende ehemalige Absolventen sind unter anderem Eric Fossum, ein außerordentlicher Professor an der Universität von Süd-Kalifornien und Stephen G. Perlman, ein Unternehmer und Erfinder (im Multimedia-/Kommunikationsbereich) zu nennen.